# Selepa aenescens
Selepa aenescens är en fjärilsart som beskrevs av Moore 1888. Selepa aenescens ingår i släktet Selepa och familjen trågspinnare. Inga underarter finns listade i Catalogue of Life.